# Joan Santiago i Espert
Joan Santiago i Espert (Barcelona, 17 de setembre del 1916 - Barcelona, 23 de maig del 2012) va ser un instrumentista de trompeta i violí i compositor de sardanes, format amb Cassià Casademont i Lluís Albert. També dirigí (als anys 50 del segle XX) la coral "L'Artesana", del Poble Nou de Barcelona.

## Obra
Himne per a les noces d'or del C.E. Júpiter (1959)
Sardanes
- Aires del Montseny (1961), sardana obligada de tible
- Boirines de la vall (1961). Se'n conserva una còpia a l'arxiu de "Músics per la cobla"[1]
- Cant al Ter, música i lletra. Se'n conserva una còpia al fons Vicenç Bou del Museu de la Mediterrània de Torroella de Montgrí.[5][6]
- Ermites catalanes
- Pubilla de Catalunya
- La Rambla del Poblenou
- La sardana d'Organyà, enregistrada. Refeta amb el títol Vinyes de la Beguda (1958), aquesta instrumentada per Daniel Gasulla
- La vall d'Aran (1960)
- Vora, voreta del mar (1959)

Enregistraments
Cobla Ciutat de Girona. Sardanes a Organyà.  Barcelona: Audiovisuals de Sarrià, 2009. Comprèn La sardana d'Organyà